# Лайя, Франсишка
Франсишка Диаш Лайя (порт. Francisca Dias Laia; род. 31 мая 1994, Абрантиш) — португальская гребчиха на байдарках, призёр чемпионатов мира и Европы, бронзовый призёр III Европейских игр 2023 года. Участница летних Олимпийских игр 2016 года.

## Карьера
В 2016 году приняла участие в соревнованиях на летних Олимпийских играх в Рио-де-Жанейро. В заездах на байдарках-одиночках на 200 метров квалифицировалась в финал В и заняла итоговое шестнадцатое место.
На чемпионате Европы 2017 года в Пловдиве в составе байдарки-двойки из Португалии байдарочница Лайя стала обладателем бронзовой медали на дистанции 200 метров.
В 2021 году на чемпионате мира в Дании в соревнованиях в смешанных байдарках-двойках завоевала серебряную медаль.
В 2023 году выступила на III Европейских играх и завоевала бронзу в байдарках-одиночках на 200 метров.
В Самарканде, на чемпионате мира 2024 года, который состоялся сразу же после Олимпийских игр, Лайя, в байдарках-двойках на дистанции 200 метров завоевала серебряную медаль. В смешанных байдарках-четвёрках в составе португальской команды стала обладателем бронзы.
В 2018 году Франсишка получила медицинскую степень в Университете Коимбры. В том же году она была названа «Спортсменкой года» Академической федерацией университетского спорта Португалии. 